# Kingsoft
Kingsoft — китайский разработчик программного обеспечения, в частности пакета офисных программ WPS Office. Компания зарегистрирована на Каймановых островах (Ugland House), штаб-квартира находится в Пекине (КНР).

## История
Компания была основана в 1988 году для разработки текстового редактора. В 1992 году в неё пришёл Лэй Цзюнь, в 1998 году ставший генеральным директором. Под его руководством Kingsoft значительно выросла и расширила деятельность в разработку компьютерных игр. В 2007 году компания разместила акции на Гонконгской фондовой бирже, вскоре после этого Лэй Цзюнь ушёл из компании, но позже стал членом её совета директоров.
В 2014 года акции дочерней компании Cheetah Mobile были размещены на Нью-Йоркской фондовой бирже.
В 2020 году акции американской дочерней компании Kingsoft Cloud были размещены на бирже Nasdaq, а в начале 2023 года — также и на Гонконгской бирже; Kingsoft Cloud предлагает услуги облачных вычислений и хранения данных.

## Собственники и руководство
Крупнейшими акционерами по состоянию на 2023 год были Лэй Цзюнь (12,8 %), Tencent (7,82 %), Pak Kwan Kau (6,96 %), Canada Pension Plan Investment Board (4,98 %), China Asset Management (2,92 %), Xiaomi (2,81 %), The Vanguard Group (2,46 %).
- Лэй Цзюнь (Lei Jun, род. 16 декабря 1969 года) — председатель совета директоров. Также основатель, председатель и генеральный директор компании Xiaomi (разработка и продажа смартфонов и другой электроники). С капиталом 13 млрд долларов в 2023 году занимал 20-е место среди самых богатых миллиардеров Китая и 190-е место в мире[10].
- Цзоу Тау (Zou Tau) — генеральный директор (CEO) с декабря 2016 года, в компании с 1998 года.

## Деятельность
Подразделения по состоянию на 2022 год:
- Офисное программное обеспечение и услуги — пакеты программ WPS Office, услуги по облачным вычислениям и хранению данных; 51 % выручки;
- Онлайн-игры и другая деятельность — игра JX Online 3[англ.] и другие; 49 % выручки.

На материковый Китай в 2022 году пришлось 94 % выручки, на Гонконг — 5 %, на другие страны — 1 %.

## Дочерние компании
Основные дочерние компании:
- Cheetah Mobile (КНР, 69,19 %)
- Beijing Kingsoft Office Software, Inc. (КНР, 51,69 %)
- Kingsoft Cloud Holdings Ltd. (США, 37,4 %)
- Seasun Holdings Ltd. (Каймановы острова, 100 %)